# Gegharkunik
Gegharkunik (orm. Գեղարքունիքի մարզ; [ɡɛʁɑɾkʰuˈnikʰ]ⓘ) – jedna z dziesięciu prowincji w Armenii. Leży we wschodniej części kraju. Dużą część powierzchni prowincji zajmuje jezioro Sewan.
Jej stolicą jest Gawarr.

## Geografia
Prowincja Gegharkunik składa się z 5 gmin miejskich i 87 gmin wiejskich:

### Gminy Miejskie
- Gawarr
- Czambarak
- Martuni
- Sewan
- Wardenis

## Klimat
W Gegharkunik występuje łagodny klimat górski. Zimą są obfite opady śniegu. Lato jest ciepłe, z niewielkim zachmurzeniem oraz stosunkowo dużą wilgotnością powietrza. Jezioro Sewan łagodzi zimowe mrozy i letnie upały. Opady deszczu nie są obfite – od 400 do 450 mm na powierzchni jezior, aż do 1000 mm w górach.